# VII Legislatura del Parlament Europeu
La VII Legislatura del Parlament Europeu fou el setè mandat quinquennal del Parlament Europeu directament elegit. La legislatura començà el 14 de juliol del 2009 a Estrasburg, després de les eleccions del 2009, i arribà a la seva fi després de les eleccions del 2014.
Alguns dels esdeveniments més destacats de la legislatura foren la crisi del deute sobirà europeu, el rebuig del projecte ACTA per part del Parlament, l'adhesió de Croàcia a la Unió Europea i l'adopció de lleis per posar fi a la pràctica del roaming a Europa.